# Mecz Gwiazd PLKK 2003
Mecz Gwiazd – Wschód – Zachód 2003 – towarzyski mecz koszykówki rozegrany 10 marca 2003 roku w Starogardzie Gdańskim. W spotkaniu wzięły udział zawodniczki z Sharp Torell Basket Ligi podzielone na zespoły Wschodu i Zachodu.
Z powołanych zawodniczek w drużynie Zachodu nie wystąpiły Edyta Koryzna i Justyna Kłosińska z Aquaparku Polkowice. Miejsce jednej z nich zajęła Czeszka, Leona Krystofova z PZU Polfy Pabianice. Trener Koziorowicz zaproponował też udział w spotkaniu Rumunce Gabrieli Tomie z Unii, jednak jej drużyna wyjechała na zgrupowanie do Brennej, wobec czego nie mogła ona wystąpić.
Wybrano także Miss koszykarek, którą została zawodniczka Aquaparku Polkowice – Anna Kędzior.
- MVP: Gordana Grubin (Wschód)

## Statystyki spotkania
- Trener drużyny Wschodu: Krzysztof Koziorowicz (Lotos VBW Clima Gdynia)
- Trener drużyny Zachodu: Mirosław Trześniewski (PZU Polfa Pabianice)

pogrubienie – oznacza zawodniczkę wybraną do składu podstawowego poprzez głosowanie kibiców
| Wschód – 99                               | Wschód – 99                               | Wschód – 99                               | Wschód – 99                               | 94 – Zachód                               | 94 – Zachód                               | 94 – Zachód                               | 94 – Zachód                               |
| Wyniki Kwart – 28:21, 12:27, 28:25, 31:21 | Wyniki Kwart – 28:21, 12:27, 28:25, 31:21 | Wyniki Kwart – 28:21, 12:27, 28:25, 31:21 | Wyniki Kwart – 28:21, 12:27, 28:25, 31:21 | Wyniki Kwart – 28:21, 12:27, 28:25, 31:21 | Wyniki Kwart – 28:21, 12:27, 28:25, 31:21 | Wyniki Kwart – 28:21, 12:27, 28:25, 31:21 | Wyniki Kwart – 28:21, 12:27, 28:25, 31:21 |
| Zawodnik                                  | Kraj                                      | Klub                                      | Pkt                                       | Zawodnik                                  | Kraj                                      | Klub                                      | Pkt                                       |
| ----------------------------------------- | ----------------------------------------- | ----------------------------------------- | ----------------------------------------- | ----------------------------------------- | ----------------------------------------- | ----------------------------------------- | ----------------------------------------- |
| Agnieszka Bibrzycka                       | Polska                                    | Lotos VBW Clima Gdynia                    | 15                                        | Olga Pantelejewa                          | Rosja                                     | Aquapark Polkowice                        | 25                                        |
| Gordana Grubin                            | Serbia                                    | Lotos VBW Clima Gdynia                    | 25                                        | Elżbieta Trześniewska                     | Polska                                    | PZU Polfa Pabianice                       | 21                                        |
| Chasity Melvin                            | Stany Zjednoczone                         | Lotos VBW Clima Gdynia                    | 12                                        | Agnieszka Jaroszewicz                     | Polska                                    | PZU Polfa Pabianice                       | 11                                        |
| Joanna Cupryś                             | Polska                                    | Lotos VBW Clima Gdynia                    | 8                                         | Leona Krištofová                          | Czechy                                    | PZU Polfa Pabianice                       | 9                                         |
| Anna Szyćko                               | Polska                                    | Łączność Olsztyn                          | 7                                         | Martina Pechová                           | Czechy                                    | PZU Polfa Pabianice                       | 8                                         |
| Małgorzata Dydek                          | Polska                                    | Lotos VBW Clima Gdynia                    | 6                                         | Monika Ciecierska                         | Polska                                    | Aquapark Polkowice                        | 6                                         |
| Beata Predehl                             | Polska                                    | Meblotap Chełm                            | 6                                         | Sylwia Wlaźlak                            | Polska                                    | PZU Polfa Pabianice                       | 5                                         |
| Joanna Czarnecka                          | Polska                                    | Wisła Can-Pack Kraków                     | 2                                         | Edyta Krysiewicz                          | Polska                                    | Ślęza Wrocław                             | 4                                         |
| LaTonya Sims                              | Stany Zjednoczone                         | Meblotap Chełm                            | 2                                         | Renata Piestrzyńska                       | Polska                                    | PZU Polfa Pabianice                       | 3                                         |
| Monika Krawiec                            | Polska                                    | Wisła Can-Pack Kraków                     | 2                                         | Emilia Lamparska                          | Polska                                    | AZS Quay Poznań                           | 2                                         |
| Paulina Pawlak                            | Polska                                    | SMS PZKosz                                | 2                                         | Monika Stańczak                           | Polska                                    | Cukierki Brzeg                            | 0                                         |
| Magdalena Skorek                          | Polska                                    | SMS PZKosz                                | 0                                         |                                           |                                           |                                           |                                           |